# Thlaspi caerulescens
Thlaspi caerulescens là một loài thực vật có hoa trong họ Cải. Loài này được J.Presl & C.Presl miêu tả khoa học đầu tiên năm 1819.